# Cisalpinska Galija
Cisalpinska ili Cisalpska Galija (latinski Gallia Cisalpina), doslovno: "Prialpska Galija") je starorimski naziv za zemljopisno područje, kasnije rimsku provinciju čije se područje nalazilo u dolini rijeke Po, u sjevernom dijelu današnje Italije. Rimljani su je nazvali tako jer se nalazila s ove strane Alpa, nasuprot Transalpskoj Galiji (s one strane Alpa).
Njen teritorij otprilike odgovara teritoriju koje čine današnju Sjevernu Italiju. Granice su bile na zapadu Alpe, na sjeveru Alpi i jezera u njihovom podnožju, na istoku teritorija Trsta, na jugu Rubikon i Arno i ligurski Apenini.
Sjedište provincije bio je grad Mutina (današnja Modena). 
Godine 42. pr. Kr. car Oktavijan August je za vrijeme tzv. italizacije za Drugog trijumvirata administrativno pripojio Italiji. 